# Petra Kudláčková
Petra Kudláčková (født 17. oktober 1994) er en tjekkisk håndboldspiller, som spiller for tjekkiske HC Zlín og Tjekkiets kvindehåndboldlandshold.
Hun deltog ved EM 2018 i Frankrig og EM 2020 i Danmark.